# Alloschema
Alloschema är ett släkte av skalbaggar. Alloschema ingår i familjen plattnosbaggar, överfamiljen Curculionoidea, ordningen skalbaggar, klassen egentliga insekter, fylumet leddjur och riket djur.
Släktet innehåller bara arten Alloschema turneri.